# Oil Slick
Oil Slick es un personaje de ficción de la serie Transformers Animated, Él es un Decepticon que pertenece al Equipo Chaar.

## Historia
Oil Slick es un miembro del Equipo Chaar. Su carácter es extremadamente agresivo no tiene compasión de nadie el solo ataca y no advierte, es especialista en armas químicas, su modo alterno es una motocicleta cybertroniana muy similar a la Harley Davidson, originalmente es un miembro de Los Decepticons, maestro en el combate de vehículos, así como las armas químicas como el óxido Cósmico que debilitan el oponente, tanto física como mentalmente. Oil Slick aparece atacando junto con Cyclonus, Spittor, Blackout y Strika, roseándole un químico a Rodimus Prime para neutralizarlo cuando este con otros Autobots intentaban detener al Equipo Chaar. Poco tiempo después logran infiltrarse en el puente espacial de Los Autobots ya que estaban en complicidad con Longarm Prime quien realmente es Shockwave un espía Decepticon, logrando acabar con El Equipo Guardian Autobot especialista en Puentes Espaciales le pidieron a Shockwave teletransportarse pero este negó el acceso ya que Megatron estaba ausente mientras el Equipo Autobot especialista en Puentes Espaciales quienes pedían ayuda a la Guardia de Elite Ultra Magnus logró recibir la comunacion ya que ellos apenas llegaron el Equipo Chaar tuvo que retirarse debido a que los refuerzos Autobots fueron muy potenciales.
Oil Slick tiene un estilo de lucha que se descata en el combate con vehículos terrestres, lo que significa que trata de destruir a los Autobots, mientras que todavía están en su modo vehículo es mucho más rápido que cualquier Autobot. Más allá de esto, Oil Slick tiene una gran habilidad con los químicos en compuestos en armas, según su lema es "convertirse en escoria buena" aunque a veces es demasiado ansioso en probar nuevas mezclas. Entre su arsenal es un vertiginoso despliegue de armas químicas que debilitan a sus oponentes, tanto física como mentalmente-de aumento miedos personales a su presa para disolver su voluntad mientras sus ácidos disuelven sus cuerpos en la víctima, Oil Slick está listo para el ataque. Su modo de robot cuenta con un casco para proteger su rostro ante cualquier ataque.
Además de sus habilidades de combate de vehículos terrestres, Oil Slick es experto en las artes marciales así como Lockdown, debe haber entrenado junto con Prowl.
Su primera aparición fue en el primer caputilo Teletransportados Parte I de la tercera temporada de Transformers Animated.